# Mi ricorda qualcuno
Mi ricorda qualcuno (Somebody I Used to Know)	 è un film del 2023 diretto da Dave Franco.

## Trama
Quando torna nella sua città natale in visita a sua madre, Ally rincontra Sean, il suo ex fidanzato, e comincia a rimettere tutto in discussione. Le cose si fanno ancora più difficili quando conosce Cassidy, la nuova fidanzata di Sean, che le ricorda lei da giovane.

## Distribuzione
Il film è stato distribuito sulla piattaforma Amazon Prime Video a partire dal 10 febbraio 2023.